# Edmond Jaquet
Pour les articles homonymes, voir Jaquet.
Edmond Jaquet, né le 8 avril 1891 au Châtelard (actuellement commune de Montreux) et mort le 19 décembre 1979 à Montreux est une personnalité politique suisse membre du Parti libéral.

## Biographie
Il suit des études scientifiques à l'université de Lausanne où il obtient un diplôme de géomètre avant de reprendre le bureau de son père. Sur le plan politique, il est élu au législatif de la commune du Châtelard de 1926 à 1931, puis à l'exécutif de 1931 à 1945 ; il devient syndic pendant les 3 dernières années de son mandat. Il est également élu au Grand Conseil de 1931 à 1945, puis au Conseil d'État de 1945 à 1958 ; à ce poste, il occupe successivement les dicastères de Justice et police et de l'Instruction publique.